# نهائي كأس إفريقيا للأندية البطلة 1981
نهائي كأس أفريقيا للأندية البطلة 1981 هي المباراة النهائية للنسخة 17 من دوري أبطال أفريقيا . توج جيت تيزي وزو الجزائري بالكأس على حساب نادي فيتا كلوب .

## الفرق
| الفريق       | مشاركة سابقة (الخط الغليظ يشير إلى بطل تلك النسخة) |
| ------------ | -------------------------------------------------- |
| فيتا كلوب    | 1 (1973)                                           |
| جيت تيزي وزو | 0                                                  |

## النهائي

### الذهاب
| جيت تيزي وزو | 4–0   | فيتا كلوب |
| ------------ | ----- | --------- |
|              | تقرير |           |

### الإياب
| فيتا كلوب | 0–1   | جيت تيزي وزو |
| --------- | ----- | ------------ |
|           | تقرير |              |